# Agathodes incoloralis
Agathodes incoloralis là một loài bướm đêm trong họ Crambidae.